# More (Perú)
More es un caserío peruano ubicado en el distrito de Pacaipampa, perteneciente a la provincia de Ayabaca del departamento de Piura, al norte del Perú.

## Ubicación
More se ubica al sur de la provincia de Ayabaca, en el distrito de Pacaipampa, en el departamento de Piura.

## Demografía
En 2017 More tenía una población de 82 habitantes.
| Gráfica de evolución demográfica de More entre 1993 y 2017 |
|                                                            |
| Fuentes: Población 1993 y 2017                             |